# Garovaglia
Garovaglia, rod pravih mahovina iz porodice Ptychomniaceae, prema drugima u Pterobryaceae Kindb. Postoji blizu 20 vrsta.

## Vrste
1. Garovaglia angustifolia Mitt.
2. Garovaglia aristata Bosch & Sande Lac.
3. Garovaglia baeuerlenii (Geh.) Paris
4. Garovaglia binsteadii (Broth.) During
5. Garovaglia brassii (E.B. Bartram) During
6. Garovaglia compressa Mitt.
7. Garovaglia crispa (Broth. & Geh.) Broth.
8. Garovaglia crispata Tixier
9. Garovaglia eberhardtii (Broth. & Paris) During
10. Garovaglia elegans (Dozy & Molk.) Hampe ex Bosch & Sande Lac.
11. Garovaglia luzonensis R.S. Williams
12. Garovaglia mujuensis Zanten
13. Garovaglia plicata (Brid.) Bosch & Sande Lac.
14. Garovaglia plumosa Herzog
15. Garovaglia powellii Mitt
16. Garovaglia robbinsii (E.B. Bartram) During
17. Garovaglia subelegans Broth. & Geh.
18. Garovaglia tortifolia Mitt.
19. Garovaglia zantenii During